# Kristjan Asllani
Kristjan Asllani (ur. 9 marca 2002 w Elbasanie) – albański piłkarz, występujący na pozycji pomocnika we włoskim klubie Inter Mediolan oraz w reprezentacji Albanii. Uczestnik Mistrzostw Europy 2024. Wychowanek Empoli.

## Kariera klubowa
Karierę klubową rozpoczynał w Empoli, w którym zadebiutował 13 stycznia 2021 w meczu Pucharu Włoch przeciwko Napoli. 6 maja 2022 w przegranym 4:2 spotkaniu z Interem Mediolan zdobył swoją pierwszą bramkę w karierze. 29 czerwca 2022 został zawodnikiem Interu Mediolan, do którego został wypożyczony z opcją wykupu. 20 sierpnia 2022 zadebiutował w klubie, rozgrywając mecz ze Spezią (3:0).

## Kariera reprezentacyjna
26 marca 2022 zadebiutował w seniorskiej reprezentacji Albanii, rozgrywając mecz przeciwko reprezentacji Hiszpanii. Pierwsze trafienie dla drużyny narodowej zanotował 19 listopada w wygranym 2:0 meczu przeciwko Armenii.

## Sukcesy

### Empoli
- Mistrzostwo Serie B: 2020/2021

### Inter Mediolan
- Mistrzostwo Włoch: 2023/2024
- Puchar Włoch: 2022/2023
- Superpuchar Włoch: 2022, 2023